# Buckfield (Maine)
Buckfield város az USA Maine államában, Oxford megyében. Lakosainak száma 1983 fő (2020. április 1.).

## Népesség
A település népességének változása:

| 2010 | 2 009 |
| 2020 | 1 983 |